# Periclimenaeus maxillulidens
Periclimenaeus maxillulidens is een garnalensoort uit de familie van de Palaemonidae. De wetenschappelijke naam van de soort is voor het eerst geldig gepubliceerd in 1936 door Schmitt.